# Pedrógão de São Pedro
Pedrógão de São Pedro is een plaats (freguesia) in de Portugese gemeente Penamacor en telt 580 inwoners (2001).